# Pallacanestro Varese 1994-1995

## Rosa 1994/95
- Daniele Biganzoli
- Gianantonio Bulgheroni
- Roberto Cazzaniga
- Paolo Conti
- Arijan Komazec
- Stefano Leva
- Andrea Meneghin
- Luca Merli
- Richard Petruška
- Gianmarco Pozzecco
- Giovanni Savio
- Francesco Vescovi
- Allenatore:
  -  Edoardo Rusconi